# Nordkalottleden
Le Nordkalottleden (suédois et norvégien) ou Kalottireitti (finnois) est un sentier de randonnée situé au nord de la Finlande, Suède et Norvège. Il relie Kautokeino à Sulitjelma (ou alternativement Kvikkjokk) pour une longueur totale de 800 km soient (380 km en Norvège, 350 km en Suède et 70 km en Finlande).
L'idée du chemin date de 1977 et il fut inauguré le 2 septembre 1993 par le Président de la République de Finlande Mauno Koivisto, le roi de Suède Charles XVI et le roi de Norvège Harald V.

## Points de passage du sentier
- Kautokeino  Norvège
- Pihtsusköngäs  Finlande
- Kilpisjärvi  Finlande
- Réserve naturelle de Malla  Finlande
- Innset  Norvège
- Abisko  Suède
- Skjomdalen  Norvège
- Nikkaluokta  Suède
- Ritsem  Suède
- Sulitjelma  Norvège
- Kvikkjokk  Suède

## Galerie

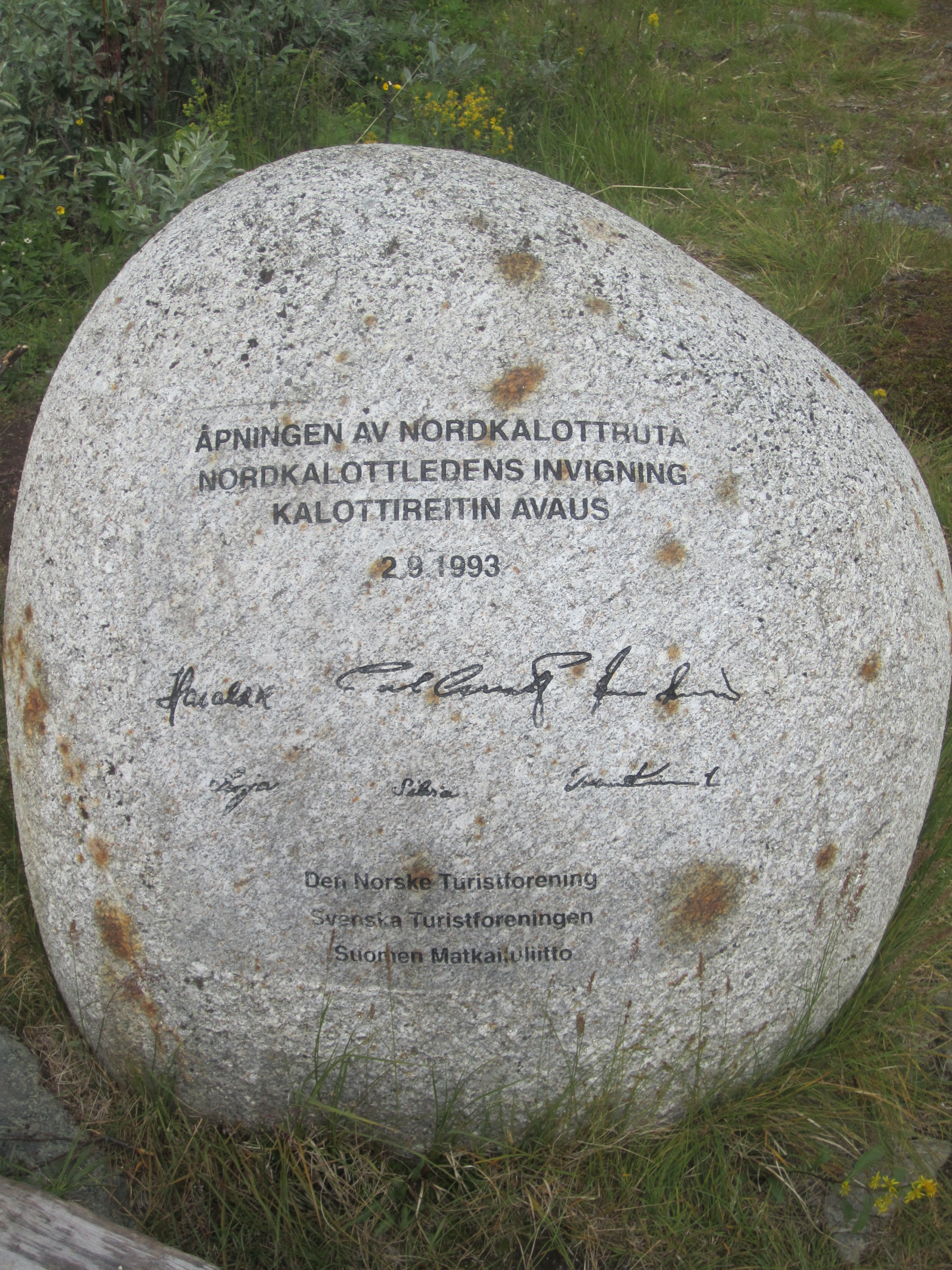
Le monument inaugural signé par les dirigeants des 3 pays.
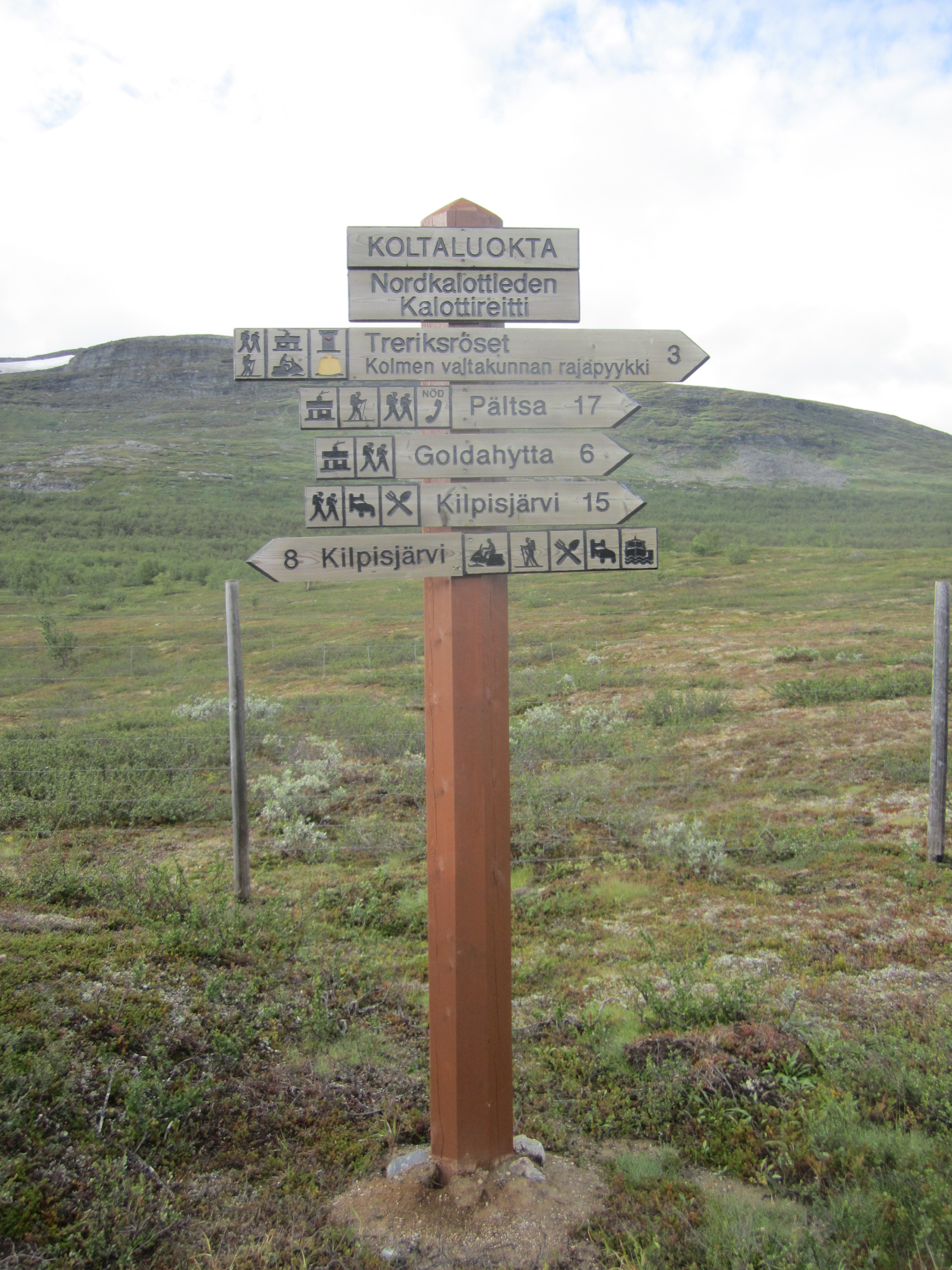
Panneaux le long de la piste.
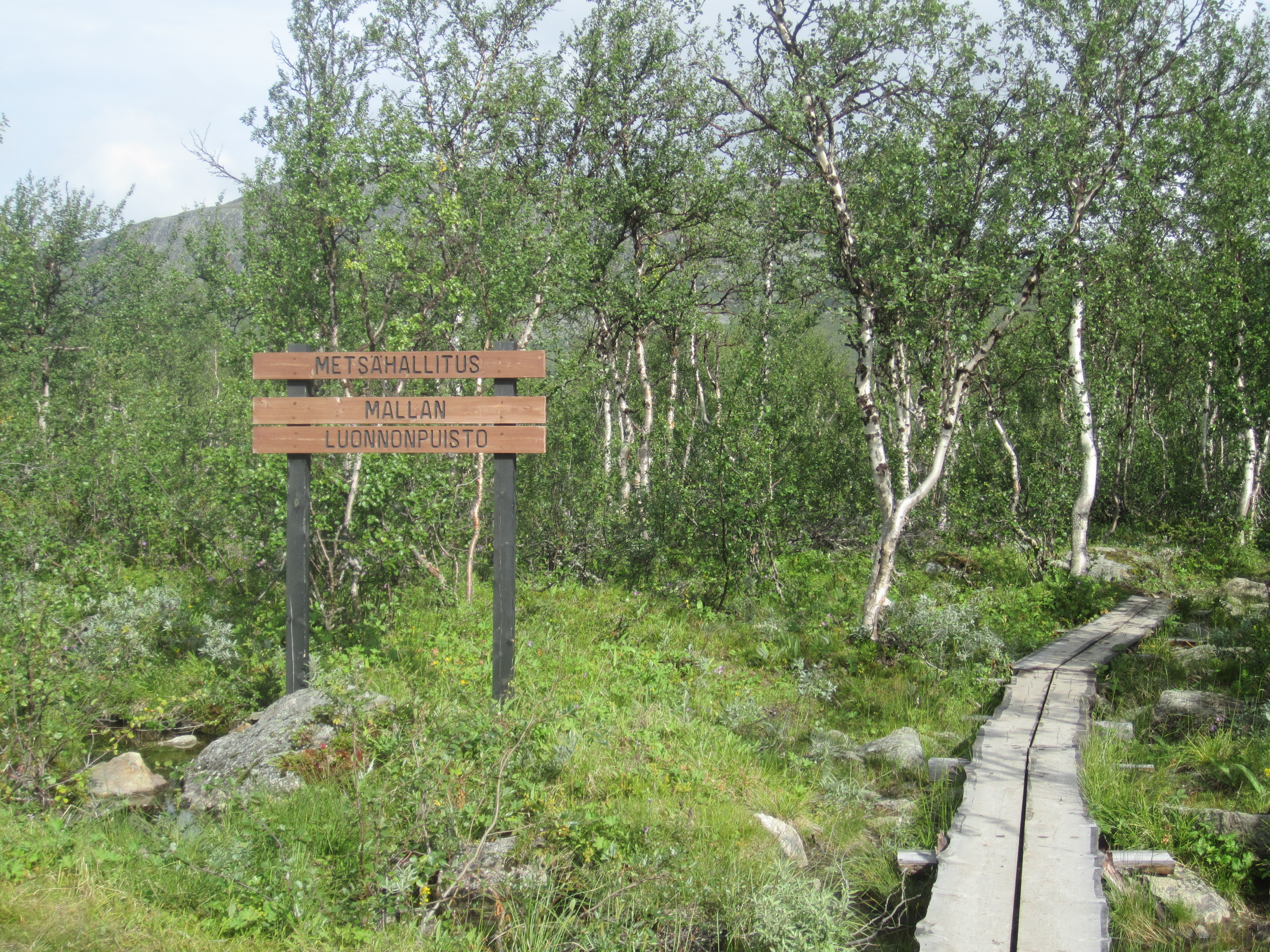
Le Kalottireitti traverse le parc.